# Перша лінія (Сеульський метрополітен)
Перша лінія (Сеульський метрополітен) (кор. 수도권 전철 1호선) — відкрита у серпні 1974 року, лінія стала першою у Південні Кореї лінією метро та зробила Сеул другим після Пхеньяну містом на корейському півострові де запрацював метрополітен.

## Історія
Будівництво підземної ділянки у центрі міста розпочалося 12 квітня 1971 року. Більшість наземних ділянок що стали частиною Першої лінії були побудовані ще на початку XX століття, але не були електрифіковані. Підземна частина першої лінії відкрита у 1974 році, по суті стала з'єднувальною ділянкою між двома приміськими залізничними лініями. Через свій гибридний формат, на лінії використовується не типовий для метрополітену спосіб живлення потягів від повітряної контактної мережі, і у тунелях і на наземних ділянках. Практично всі наступні лінії метро у Південні Кореї успадкували цей спосіб живлення потягів (від третьї рейки живиться лише невелика кількість ліній). Особливістью лінії також є велика кількість станцій відкритих пізніше вже на діючіх ділянках. Зазвичай спочатку відкривалися станції в центрах міст супутників, а з часом, по мірі розбудови житлових кварталів навколо лінії, відкривали проміжні станції.

## Лінія
Сучасна лінія є найдовшою та найрозгалуженішою лінією у всьому Сеульському метрополітені. Лінію обслуговують два види потягів, звичайні що зупиняються на всіх станціях та потяги-експрес що зупиняються на вузлових та пересадкових станціях. За для організації руху двох видів потягів, наземні ділянки побудовані здебільшого чотириколійними зі станціями що мають по дві острівні платформи. Деякі станції взагалі мають по чотири платформи.

## Станції
Станції з півночі на південний захід (основна лінія), та з півночі на південь (напрямок до Асана).
| Перша лінія (основна) |                                    |                  |                                        |                                    |                                    |                                                              |                   |
| № станції             | Назва українською                  | Назва корейською | Назва англійською                      | Розташування                       | Пересадка                          | Тип                                                          | Дата відкриття    |
| 100                   | «Сойосан»                          | 소요산           | «Soyosan»                              | Місто Донгдучхон, провінція Кьонгі |                                    | Наземна з береговими платформами                             | 15 грудня 2006    |
| 101                   | «Донгдучхон»                       | 동두천           | «Dongducheon»                          | Місто Донгдучхон, провінція Кьонгі |                                    | Наземна з трьома острівними платформами                      | 15 грудня 2006    |
| 102                   | «Босан»                            | 보산             | «Bosan»                                | Місто Донгдучхон, провінція Кьонгі |                                    | Наземна з береговими платформами                             | 15 грудня 2006    |
| 103                   | «Донгдучхон-Чунганг»               | 동두천중앙       | «Dongducheon Jungang»                  | Місто Донгдучхон, провінція Кьонгі |                                    | Наземна з двома острівними платформами                       | 15 грудня 2006    |
| 104                   | «Чіхенг»                           | 지행             | «Jihaeng»                              | Місто Донгдучхон, провінція Кьонгі |                                    | Естакадна з двома острівними платформами                     | 15 грудня 2006    |
| 105                   | «Докчонг»                          | 덕정             | «Deokjeong»                            | Місто Янг'чу, провінція Кьонгі     |                                    | Наземна з двома острівними платформами                       | 15 грудня 2006    |
| 106                   | «Докгьо»                           | 덕계             | «Deokgye»                              | Місто Янг'чу, провінція Кьонгі     |                                    | Наземна з береговими платформами                             | 28 грудня 2007    |
| 107                   | «Янгчу»                            | 양주             | «Yangju»                               | Місто Янг'чу, провінція Кьонгі     |                                    | Наземна з двома острівними платформами                       | 15 грудня 2006    |
| 108                   | «Нокянг»                           | 녹양             | «Nogyang»                              | Місто Ийджонбу, провінція Кьонгі   |                                    | Естакадна з береговими платформами                           | 15 грудня 2006    |
| 109                   | «Канинг»                           | 가능             | «Ganeung»                              | Місто Ийджонбу, провінція Кьонгі   |                                    | Наземна з однією острівною та однією береговою платформами   | 15 грудня 2006    |
| 110                   | «Ийджонбу»                         | 의정부           | «Uijeongbu»                            | Місто Ийджонбу, провінція Кьонгі   |                                    | Наземна з трьома острівними платформами                      | 15 грудня 2006    |
| 111                   | «Хорьонг»                          | 회룡             | «Hoeryong»                             | Місто Ийджонбу, провінція Кьонгі   | U                                  |                                                              | 2 вересня 1986    |
| 112                   | «Мангвольса»                       | 망월사           | «Mangwolsa»                            | Місто Ийджонбу, провінція Кьонгі   |                                    | Наземна з береговими платформами                             | 2 вересня 1986    |
| 113                   | «Добонгсан»                        | 도봉산           | «Dobongsan»                            | Район Добонг, Сеул                 | Сьома лінія                        | Наземна з двома острівними платформами                       | 2 вересня 1986    |
| 114                   | «Добонг»                           | 도봉             | «Dobong»                               | Район Добонг, Сеул                 |                                    | Наземна з береговими платформами                             | 2 вересня 1986    |
| 115                   | «Бангхак»                          | 방학             | «Banghak»                              | Район Добонг, Сеул                 |                                    | Наземна з береговими платформами                             | 2 вересня 1986    |
| 116                   | «Чхангдонг»                        | 창동             | «Chang-dong»                           | Район Добонг, Сеул                 | Четверта лінія                     | Наземна з двома острівними платформами                       | 22 грудня 1985    |
| 117                   | «Нокчхон»                          | 녹천             | «Nokcheon»                             | Район Добонг, Сеул                 |                                    | Наземна з береговими платформами                             | 22 серпня 1985    |
| 118                   | «Вольке»                           | 월계             | «Wolgye»                               | Район Новон, Сеул                  |                                    | Наземна з береговими платформами                             | 22 серпня 1985    |
| 119                   | «Університет Кванг'ун»             | 광운대           | «Kwangwoon University»                 | Район Новон, Сеул                  |                                    | Наземна з двома острівними та однією береговою платформою    | 22 серпня 1985    |
| 120                   | «Соккю»                            | 석계             | «Seokgye»                              | Район Новон, Сеул                  | Шоста лінія                        | Наземна з острівною платформою                               | 14 січня 1985     |
| 121                   | «Сінімун»                          | 신이문           | «Sinimun»                              | Район Донгдемун, Сеул              |                                    | Наземна з береговими платформами                             | 5 січня 1980      |
| 122                   | «Університет іноземних мов Ханкук» | 외대앞           | «Hankuk University of Foreign Studies» | Район Донгдемун, Сеул              |                                    | Наземна з однією острівною та однією береговою платформами   | 15 серпня 1974    |
| 123                   | «Хігі»                             | 회기             | «Hoegi»                                | Район Донгдемун, Сеул              | Кьонгі-Чунганг                     | Наземна з острівною платформою                               | 1 квітня 1980     |
| 124                   | «Чхонгнянгні»                      | 청량리           | «Cheongnyangni»                        | Район Донгдемун, Сеул              | Кьонгі-Чунганг                     | Підземна з острівною платформою                              | 15 серпня 1974    |
| 125                   | «Чегідон»                          | 제기동           | «Jegi-dong»                            | Район Донгдемун, Сеул              |                                    | Підземна з береговими платформами                            | 15 серпня 1974    |
| 126                   | «Сінсольдонг»                      | 신설동           | «Sinseol-dong»                         | Район Донгдемун, Сеул              | Друга лінія Ui                     | Підземна з береговими платформами                            | 15 серпня 1974    |
| 127                   | «Донгмьо»                          | 동묘앞           | «Dongmyo»                              | Район Чонгно, Сеул                 | Шоста лінія                        | Підземна з береговими платформами                            | 21 грудня 2005    |
| 128                   | «Донгдемун»                        | 동대문           | «Dongdaemun»                           | Район Чонгно, Сеул                 | Четверта лінія                     | Підземна з береговими платформами                            | 15 серпня 1974    |
| 129                   | «Чонгно 5-Га»                      | 종로5가          | «Jongno 5-ga»                          | Район Чонгно, Сеул                 |                                    | Підземна з береговими платформами                            | 15 серпня 1974    |
| 130                   | «Чонгно 3-Га»                      | 종로3가          | «Jongno 3-ga»                          | Район Чонгно, Сеул                 | Третя лінія П'ята лінія            | Підземна з береговими платформами                            | 15 серпня 1974    |
| 131                   | «Чонггак»                          | 종각             | «Jonggak»                              | Район Чонгно, Сеул                 |                                    | Підземна з береговими платформами                            | 15 серпня 1974    |
| 132                   | «Мерія»                            | 시청             | «City Hall»                            | Район Чун, Сеул                    | Друга лінія                        | Підземна з береговими платформами                            | 15 серпня 1974    |
| 133                   | «Станція Сеул»                     | 서울역           | «Seoul station»                        | Район Чун, Сеул                    | Четверта лінія Кьонгі-Чунганг AREX | Підземна з острівною платформою                              | 15 серпня 1974    |
| 134                   | «Намйонг»                          | 남영             | «Namyeong»                             | Район Йонгсан, Сеул                |                                    | Наземна з острівною платформою                               | 15 серпня 1974    |
| 135                   | «Йонсан»                           | 용산             | «Yongsan»                              | Район Йонгсан, Сеул                | Кьонгі-Чунганг                     | Наземна з острівною платформою                               | 15 серпня 1974    |
| 136                   | «Норянгчін»                        | 노량진           | «Noryangjin»                           | Район Донгчак, Сеул                | Дев'ята лінія                      | Наземна з береговими платформами                             | 15 серпня 1974    |
| 137                   | «Дебанг»                           | 대방             | «Daebang»                              | Район Йондингпхо, Сеул             |                                    | Наземна з однією острівною та двома береговими платформами   | 15 серпня 1974    |
| 138                   | «Сінгіль»                          | 신길             | «Singil»                               | Район Йондингпхо, Сеул             | П'ята лінія                        | Наземна з однією острівною та двома береговими платформами   | 30 квітня 1997    |
| 139                   | «Йондингпхо»                       | 영등포           | «Yeongdeungpo»                         | Район Йондингпхо, Сеул             |                                    | Наземна з чотирма острівними та однією береговою платформою  | 15 серпня 1974    |
| 140                   | «Сіндорім»                         | 신도림           | «Sindorim»                             | Район Гуро, Сеул                   | Друга лінія                        |                                                              | 22 травня 1984    |
| 141                   | «Гуро»                             | 구로             | «Guro»                                 | Район Гуро, Сеул                   | Перша лінія (напрямок до Ансана)   | Наземна з однією береговою та чотирма острівними платформами | 15 серпня 1974    |
| 142                   | «Гуіль»                            | 구일             | «Guil»                                 | Район Гуро, Сеул                   |                                    | Наземна з однією острівною та двома береговими платформами   | 16 лютого 1995    |
| 143                   | «Гебонг»                           | 개봉             | «Gaebong»                              | Район Гуро, Сеул                   |                                    | Наземна з двома острівними платформами                       | 15 серпня 1974    |
| 144                   | «Орюдонг»                          | 오류동           | «Oryu-dong»                            | Район Гуро, Сеул                   |                                    | Наземна з двома острівними платформами                       | 15 серпня 1974    |
| 145                   | «Онсу»                             | 온수             | «Onsu»                                 | Район Гуро, Сеул                   | Сьома лінія                        | Наземна з двома острівними платформами                       | 16 січня 1988     |
| 146                   | «Йокгок»                           | 역곡             | «Yeokgok»                              | Місто Пучхон, провінція Кьонгі     |                                    | Наземна з двома острівними платформами                       | 15 серпня 1974    |
| 147                   | «Соса»                             | 소사             | «Sosa»                                 | Місто Пучхон, провінція Кьонгі     | Сохе                               | Наземна з двома острівними платформами                       | 30 квітня 1997    |
| 148                   | «Пучхон»                           | 부천             | «Bucheon»                              | Місто Пучхон, провінція Кьонгі     |                                    | Наземна крита, з двома острівними платформами                | 15 серпня 1974    |
| 149                   | «Чунгдонг»                         | 중동             | «Jung-dong»                            | Місто Пучхон, провінція Кьонгі     |                                    | Наземна з двома острівними платформами                       | 31 грудня 1987    |
| 150                   | «Сонгне»                           | 송내             | «Songnae»                              | Місто Пучхон, провінція Кьонгі     |                                    | Наземна з двома острівними платформами                       | 15 серпня 1974    |
| 151                   | «Буге»                             | 부개             | «Bugae»                                | Район Бупьонг, Інчхон              |                                    | Наземна з двома острівними платформами                       | 28 березня 1996   |
| 152                   | «Пупхьон»                          | 부평             | «Bupyeong»                             | Район Бупьонг, Інчхон              | Перша лінія (Інчхон)               | Наземна з двома острівними платформами                       | 15 серпня 1974    |
| 153                   | «Пегун»                            | 백운             | «Baegun»                               | Район Бупьонг, Інчхон              |                                    | Наземна з двома острівними платформами                       | 20 листопада 1984 |
| 154                   | «Донгам»                           | 동암             | «Dongam»                               | Район Бупьонг, Інчхон              |                                    | Наземна з двома острівними платформами                       | 15 серпня 1974    |
| 155                   | «Кансок»                           | 간석             | «Ganseok»                              | Район Мічхухоль, Інчхон            |                                    | Наземна з двома острівними платформами                       | 11 липня 1994     |
| 156                   | «Чуан»                             | 주안             | «Juan»                                 | Район Мічхухоль, Інчхон            | Друга лінія (Інчхон)               | Наземна з двома острівними платформами                       | 15 серпня 1974    |
| 157                   | «Дохва»                            | 도화             | «Dohwa»                                | Район Мічхухоль, Інчхон            |                                    | Наземна з двома острівними платформами                       | 30 листопада 2001 |
| 158                   | «Чемульпхо»                        | 제물포           | «Jemulpo»                              | Район Мічхухоль, Інчхон            |                                    | Наземна з двома острівними платформами                       | 15 серпня 1974    |
| 159                   | «Довон»                            | 도원             | «Dowon»                                | Район Чунг, Інчхон                 |                                    | Наземна з двома острівними платформами                       | 11 липня 1994     |
| 160                   | «Донгінчхон»                       | 동인천           | «Dongincheon»                          | Район Чунг, Інчхон                 |                                    | Наземна з двома острівними платформами                       | 15 серпня 1974    |
| 161                   | «Станція Інчхон»                   | 인천역           | «Incheon station»                      | Район Чунг, Інчхон                 | Суїн                               | Наземна з однією острівною та однією береговою платформами   | 15 серпня 1974    |

| Перша лінія (напрямок до Асана) |                                |                  |                           |                                            |                                        |                                                              |                 |
| № станції                       | Назва українською              | Назва корейською | Назва англійською         | Розташування                               | Пересадка                              | Тип                                                          | Дата відкриття  |
| 141                             | «Гуро»                         | 구로             | «Guro»                    | Район Гуро, Сеул                           | Перша лінія (основна)                  | Наземна з однією береговою та чотирма острівними платформами | 15 серпня 1974  |
| Р142                            | «Цифровий комплекс Гасан»      | 가산디지털단지   | «Gasan Digital Complex»   | Район Кимчхон, Сеул                        | Сьома лінія                            | Наземна з береговими платформами                             | 15 серпня 1974  |
| Р143                            | «Доксан»                       | 독산             | «Doksan»                  | Район Кимчхон, Сеул                        |                                        | Наземна з береговими платформами                             | 7 січня 1998    |
| Р144                            | «Адміністрація району Кимчхон» | 금천구청         | «Geumcheon-gu Office»     | Район Кимчхон, Сеул                        | Перша лінія (відгалудження Квангмьонг) | Наземна з двома острівними платформами                       | 15 серпня 1974  |
| Р145                            | «Соксу»                        | 석수             | «Seoksu»                  | Місто Ан'янг. провінція Кьонгі             |                                        | Наземна з двома острівними платформами                       | 2 серпня 1982   |
| Р146                            | «Кванак»                       | 관악             | «Gwanak»                  | Місто Ан'янг. провінція Кьонгі             |                                        | Наземна з двома острівними платформами                       | 15 серпня 1974  |
| Р147                            | «Ан'янг»                       | 안양             | «Anyang»                  | Місто Ан'янг. провінція Кьонгі             |                                        | Наземна з двома острівними платформами                       | 15 серпня 1974  |
| Р148                            | «Мьонгхак»                     | 명학             | «Myeonghak»               | Місто Ан'янг. провінція Кьонгі             |                                        | Наземна з двома острівними платформами                       | 15 серпня 1974  |
| Р149                            | «Кимчонг»                      | 금정             | «Geumjeong»               | Місто Кунпхо, провінція Кьонгі             | Четверта лінія                         | Наземна з береговими платформами                             | 25 жовтня 1988  |
| Р150                            | «Кунпхо»                       | 군포             | «Gunpo»                   | Місто Кунпхо, провінція Кьонгі             |                                        | Наземна з двома острівними платформами                       | 15 серпня 1974  |
| Р151                            | «Дангчонг»                     | 당정             | «Dangjeong»               | Місто Кунпхо, провінція Кьонгі             |                                        | Наземна з береговими платформами                             | 21 січня 2010   |
| Р152                            | «Їванг»                        | 의왕             | «Uiwang»                  | Місто Їванг, провінція Кьонгі              |                                        | Наземна з двома береговими платформами                       | 15 серпня 1974  |
| Р153                            | «Університет Сонгюнгван»       | 성균관대         | «Sungkyunkwan University» | Місто Сувон, провінція Кьонгі              |                                        | Наземна з двома береговими платформами                       | 1 лютого 1979   |
| Р154                            | «Хвасо»                        | 화서             | «Hwaseo»                  | Місто Сувон, провінція Кьонгі              |                                        | Наземна з береговими платформами                             | 15 серпня 1974  |
| Р155                            | «Станція Сувон»                | 수원역           | «Suwon station»           | Місто Сувон, провінція Кьонгі              | Пунданг                                | Наземна з чотирма острівними платформами                     | 30 квітня 2003  |
| Р156                            | «Серю»                         | 세류             | «Seryu»                   | Місто Сувон, провінція Кьонгі              |                                        | Наземна з береговими платформами                             | 30 квітня 2003  |
| Р157                            | «Бьонгчом»                     | 병점             | «Byeongjeom»              | Місто Хвасонг, провінція Кьонгі            | Перша лінія (відгалудження Содонгтан)  | Наземна з двома острівними платформами                       | 30 квітня 2003  |
| Р158                            | «Сема»                         | 세마             | «Sema»                    | Місто Осан, провінція Кьонгі               |                                        | Наземна з береговими платформами                             | 27 грудня 2005  |
| Р159                            | «Осанський коледж»             | 오산대           | «Osan College»            | Місто Осан, провінція Кьонгі               |                                        | Наземна з береговими платформами                             | 27 грудня 2005  |
| Р160                            | «Осан»                         | 오산             | «Osan»                    | Місто Осан, провінція Кьонгі               |                                        | Наземна з чотирма острівними платформами                     | 20 січня 2005   |
| Р161                            | «Чінві»                        | 진위             | «Jinwi»                   | Місто Пхьонгтек, провінція Кьонгі          |                                        | Наземна з береговими платформами                             | 30 червня 2006  |
| Р162                            | «Сонгтан»                      | 송탄             | «Songtan»                 | Місто Пхьонгтек, провінція Кьонгі          |                                        | Наземна з береговими платформами                             | 20 січня 2005   |
| Р163                            | «Сочонгрі»                     | 서정리           | «Seojeong-ri»             | Місто Пхьонгтек, провінція Кьонгі          |                                        | Наземна з чотирма острівними платформами                     | 20 січня 2005   |
| Р164                            | «Чіче»                         | 지제             | «Jije»                    | Місто Пхьонгтек, провінція Кьонгі          |                                        | Наземна з береговими платформами                             | 30 червня 2006  |
| Р165                            | «Пхьонтек»                     | 평택             | «Pyeongtaek»              | Місто Пхьонгтек, провінція Кьонгі          |                                        | Наземна з чотирма острівними платформами                     | 20 січня 2005   |
| Р166                            | «Сонгхван»                     | 성환             | «Seonghwan»               | Місто Чхонан, провінція Південний Чхунчхон |                                        | Наземна з чотирма острівними платформами                     | 20 січня 2005   |
| Р167                            | «Чінсан»                       | 직산             | «Jiksan»                  | Місто Чхонан, провінція Південний Чхунчхон |                                        | Наземна з двома острівними платформами                       | 20 січня 2005   |
| Р168                            | «Дучонг»                       | 두정             | «Dujeong»                 | Місто Чхонан, провінція Південний Чхунчхон |                                        | Наземна з береговими платформами                             | 20 січня 2005   |
| Р169                            | «Чхонан»                       | 천안             | «Cheonan»                 | Місто Чхонан, провінція Південний Чхунчхон |                                        | Наземна з чотирма острівними платформами                     | 20 січня 2005   |
| Р170                            | «Бонгмьонг»                    | 봉명             | «Bongmyeong»              | Місто Чхонан, провінція Південний Чхунчхон |                                        | Наземна з береговими платформами                             | 15 грудня 2008  |
| Р171                            | «Ссангйонг»                    | 쌍용             | «Ssangyong»               | Місто Чхонан, провінція Південний Чхунчхон |                                        | Естакадна з береговими платформами                           | 15 грудня 2008  |
| Р172                            | «Асан»                         | 아산             | «Asan»                    | Місто Асан, провінція Південний Чхунчхон   |                                        | Естакадна з двома острівними платформами                     | 30 березня 2007 |
| Р174                            | «Бебанг»                       | 배방             | «Baebang»                 | Місто Асан, провінція Південний Чхунчхон   |                                        | Естакадна з двома острівними платформами                     | 15 грудня 2008  |
| Р176                            | «Онянгончхон»                  | 온양온천         | «Onyangoncheon»           | Місто Асан, провінція Південний Чхунчхон   |                                        | Естакадна з двома острівними та двома береговими платформами | 15 грудня 2008  |
| Р177                            | «Сінчханг»                     | 신창             | «Sinchang»                | Місто Асан, провінція Південний Чхунчхон   |                                        | Наземна з береговими платформами                             | 15 грудня 2008  |

| Перша лінія (відгалудження Квангмьонг) |                                |                  |                       |                                    |                             |                                        |                |
| № станції                              | Назва українською              | Назва корейською | Назва англійською     | Розташування                       | Пересадка                   | Тип                                    | Дата відкриття |
| Р144                                   | «Адміністрація району Кимчхон» | 금천구청         | «Geumcheon-gu Office» | Район Кимчхон, Сеул                | Перша лінія (основна лінія) | Наземна з двома острівними платформами | 15 серпня 1974 |
| Р144-1                                 | «Квангмьонг»                   | 광명             | «Gwangmyeong»         | Місто Квангмьонг, провінція Кьонгі |                             | Наземна з двома острівними платформами | 1 квітня 2004  |

| Перша лінія (відгалудження Содонгтан) |                   |                  |                   |                                 |                             |                                        |                |
| № станції                             | Назва українською | Назва корейською | Назва англійською | Розташування                    | Пересадка                   | Тип                                    | Дата відкриття |
| Р157                                  | «Бьонгчом»        | 병점             | «Byeongjeom»      | Місто Хвасонг, провінція Кьонгі | Перша лінія (основна лінія) | Наземна з двома острівними платформами | 30 квітня 2003 |
| Р157-1                                | Содонгтан         | 서동탄           | «Seodongtan»      |                                 |                             | Наземна з острівною платформою         | 26 лютого 2010 |

## Галерея

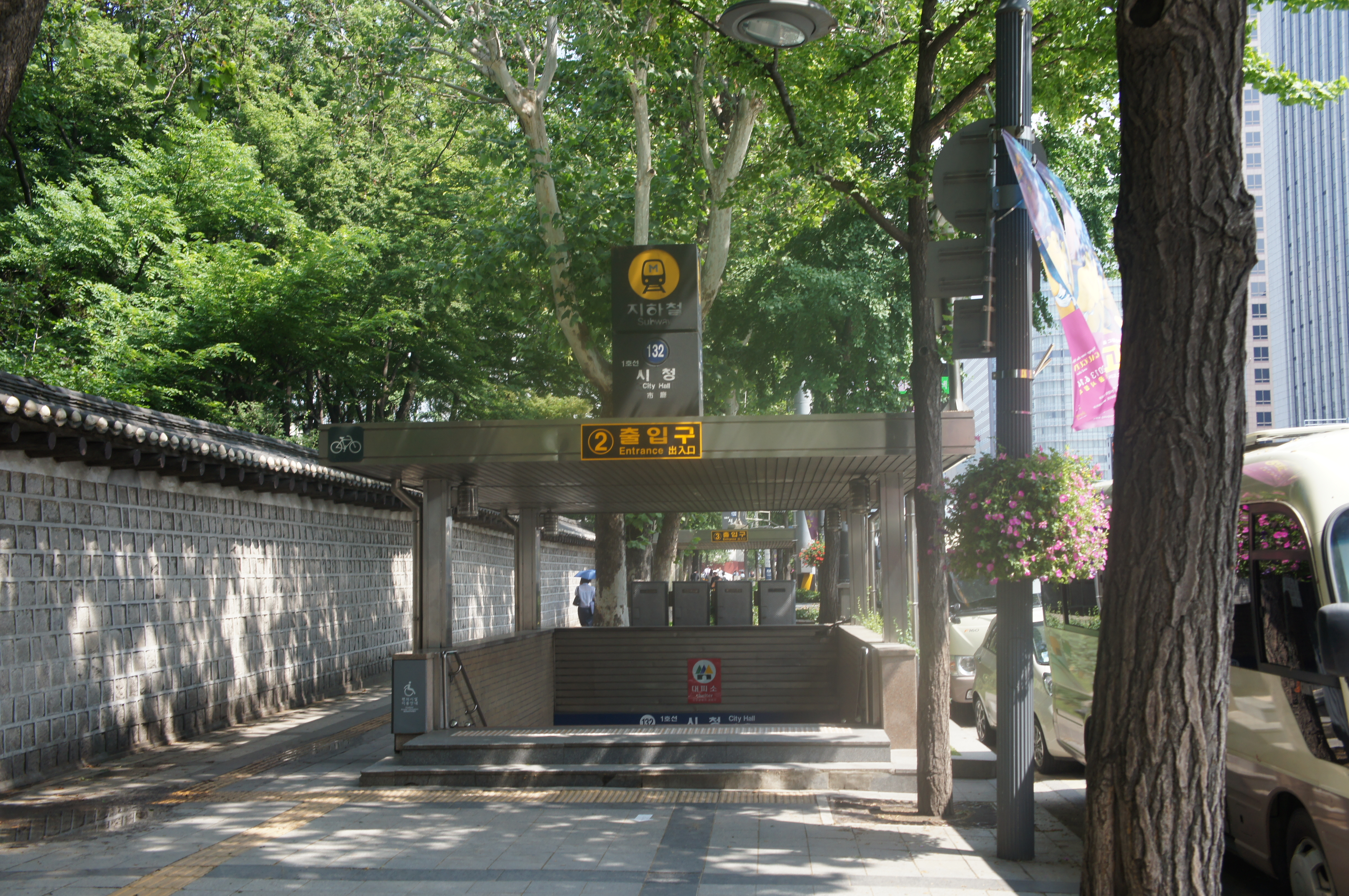
Один з виходів з підземної станції «Мерія»
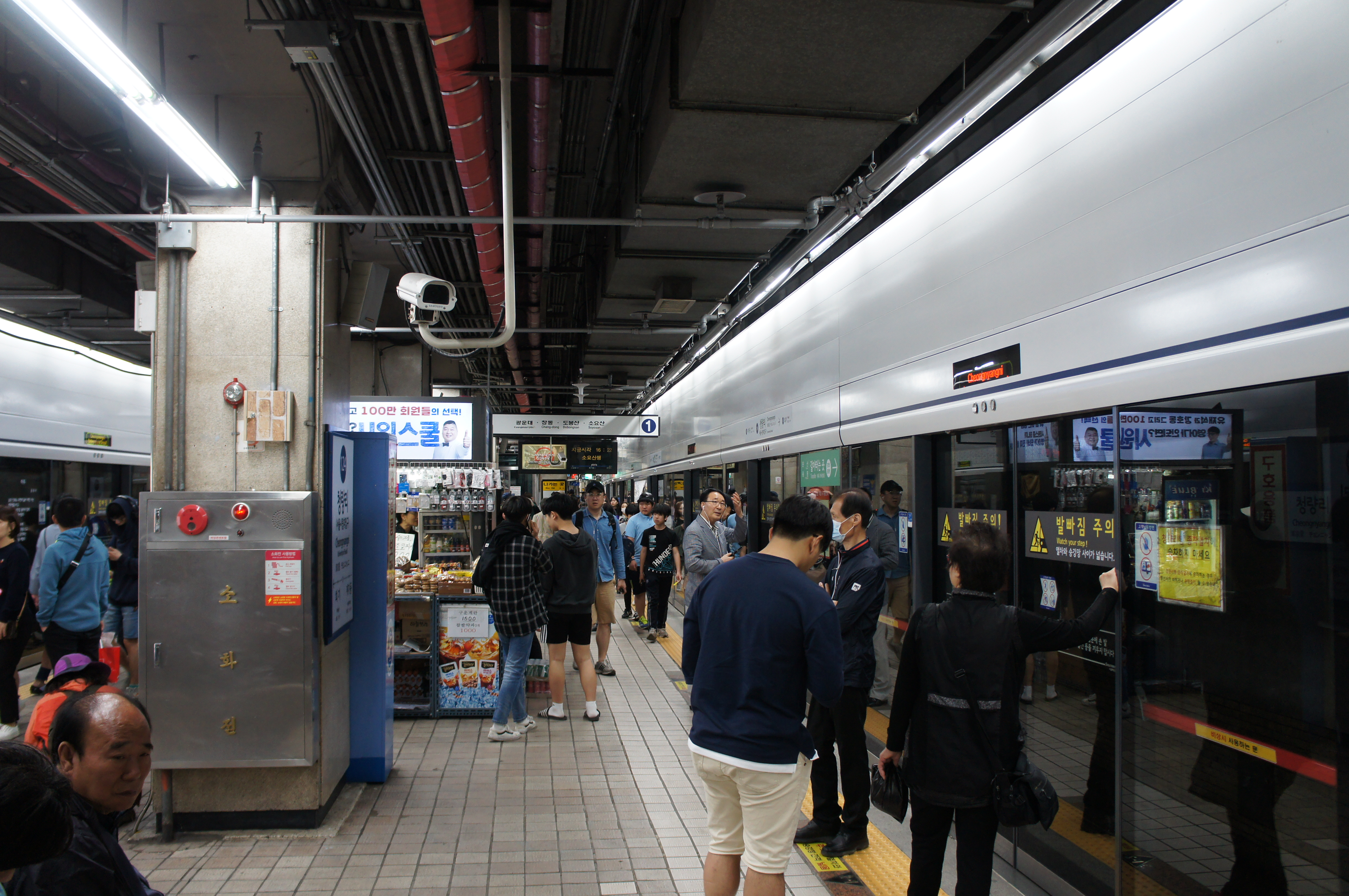
Острівна платформа на підземні станції «Чхонгнянгні»
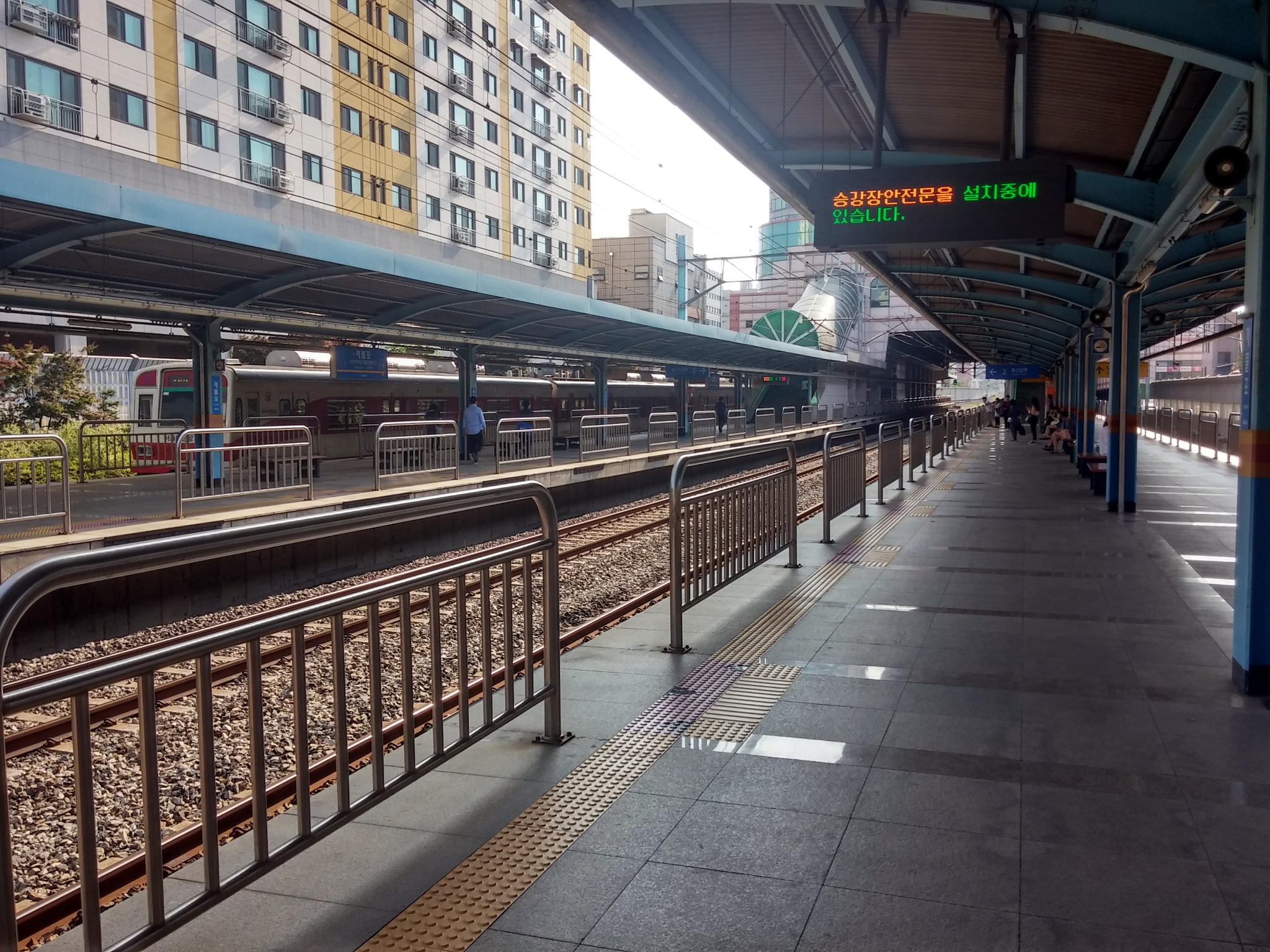
Дві острівні платформи на наземні станції «Чемульпо»
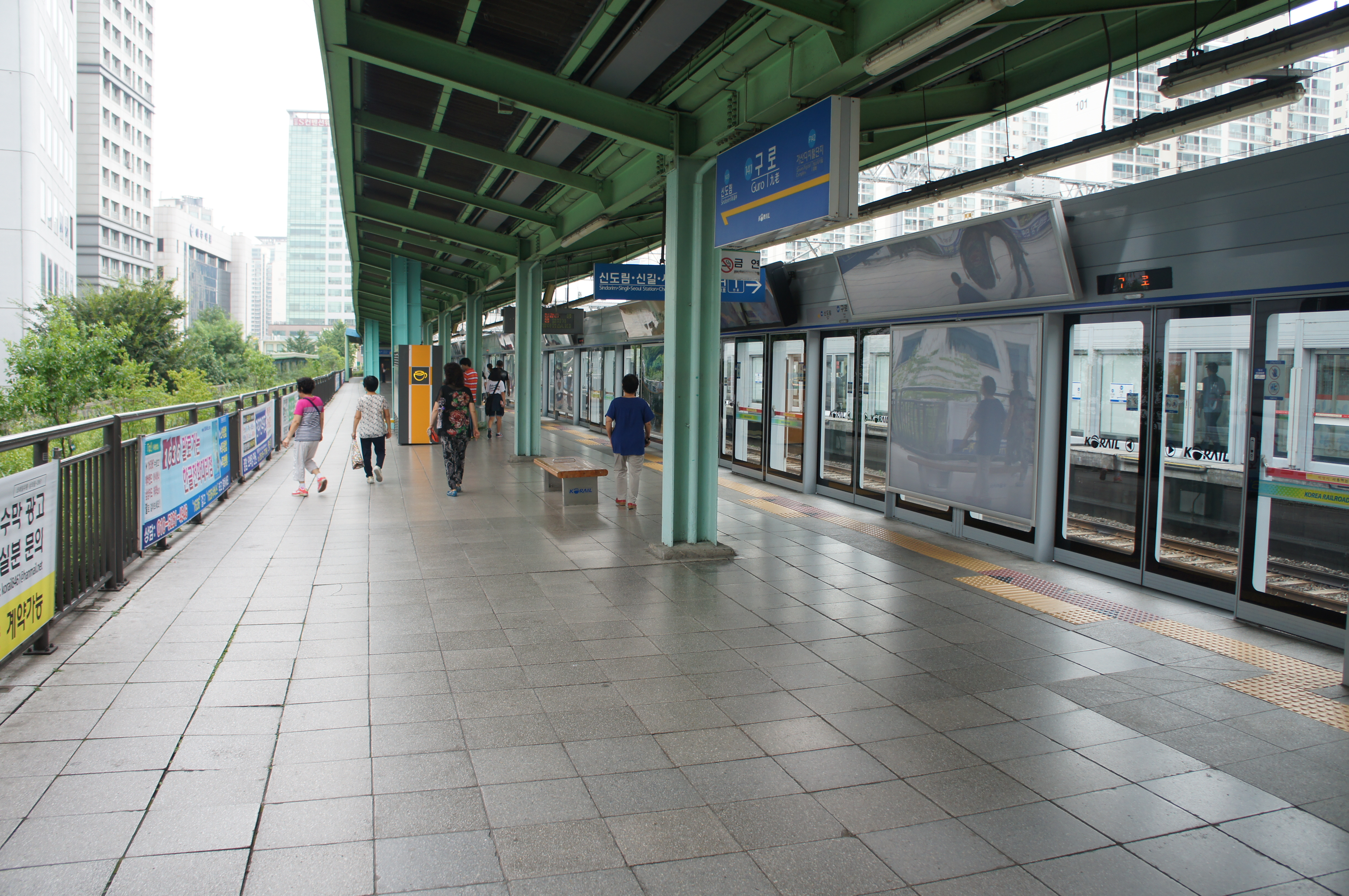
Одна з платформ на станції «Гуро»